# NGC 5735
NGC 5735 is een balkspiraalstelsel in het sterrenbeeld Ossenhoeder. Het hemelobject werd op 17 mei 1784 ontdekt door de Duits-Britse astronoom William Herschel.

## Synoniemen
- UGC 9481
- MCG 5-35-7
- ZWG 164.13
- IRAS 14403+2856
- PGC 52535